# Сельское поселение «Деревня Гачки»
Сельское поселение «Деревня Гачки» — муниципальное образование в составе Мосальского района Калужской области России.
Центр — деревня Гачки.

## Население
| 2010 | 2012 | 2013 | 2014 | 2015 | 2016 | 2017 |
| ---- | ---- | ---- | ---- | ---- | ---- | ---- |
| 390  | ↘385 | ↗400 | ↗402 | ↗407 | ↘405 | ↗409 |
| 2018 | 2019 | 2020 | 2021 |      |      |      |
| ↗426 | ↗441 | ↗450 | ↘446 |      |      |      |

## Состав
В поселение входят 7 населённых мест:
- деревня Гачки
- деревня Асетищи
- деревня Высокое
- деревня Григорово
- деревня Гришинское
- деревня Низовское
- деревня Селичня